# Serrat de Sant Joan (Montferrer i Castellbò)
El Serrat de Sant Joan és una serra situada al municipi de Montferrer i Castellbò (Alt Urgell), amb una elevació màxima de 1.729 metres.